# Kopalnia František (Sucha Górna)
Kopalnia „František” (pol. Kopalnia Arcyksięcia Franciszka) – nieczynna kopalnia węgla kamiennego w Suchej Górnej, w latach 1948–1989 znana pod nazwą Kopalnia Prezydenta Gottwalda. W czasie swej działalności wydobyła 59 144 518 ton węgla kamiennego.

## Powstanie kopalni

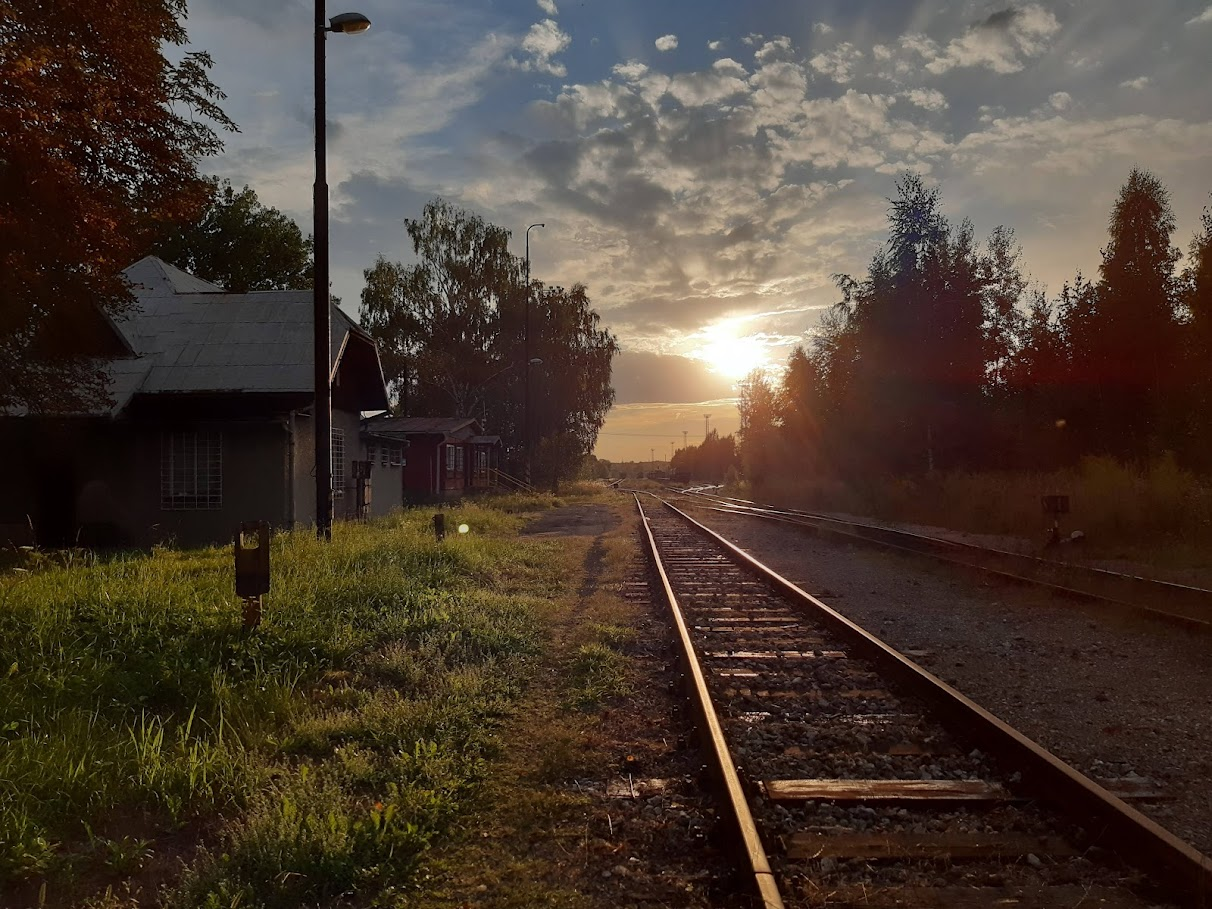
Tory w Suchej Górnej za kopalnią Franciszek

Kopalnię Franciszek założono wraz z innymi tzw. wielkimi kopalniami w regionie Zagłębia Ostrawsko-Karwińskiego w dobie zwiększonego popytu na węgiel. Po wykonaniu otworu wiertniczego w roku 1909 stwierdzono, że na głębokości 350 metrów znajdują się obfite złoża węgla. Na podstawie tego w roku 1911 rozpoczęto eksploatację. To zdarzenie uważane jest za moment założenia kopalni. Kopalnia została zbudowana na miejscu byłej bażantarni. Kopalnia powstała na zlecenie Henryka von Larisch-Mönnich. Po dwuletnich przygotowaniach, w roku 1913 po raz pierwszy węgiel został wywieziony wózkiem.

## Historia nazwy kopalni
Kopalnia po założeniu w roku 1911 przez Henryka von Larisch-Mönnich otrzymała nazwę „Erzherzog Franzschacht” (Szyb arcyksięcia Franciszka, na cześć następcy tronu Franciszka Ferdynanda d’Este). Jednak po 1918 roku zmieniła swoją nazwę na „Kopalnia František”. Tak było do roku 1939, kiedy nazwę kopalni zgermanizowano na Franzschacht. W wyniku zmian politycznych nazwa została ponownie zmieniona w 1946 roku na Kopalnię Klementa Gottwalda, a w 1948 roku na Kopalnię Prezydenta Gottwalda. Po raz ostatni nazwę zmieniono w 1989 roku na pierwotną nazwę Kopalnia František.

## Zakończenie eksploatacji
W latach 40.-50. XX wieku kopalnia była uważana za najlepiej wyposażoną i najlepiej działającą. Dnia 30 czerwca 1999 roku został wywieziony ostatni wózek z węglem. Następnie sprzęt górniczy został demontowany i wywieziony na powierzchnię, sztolnie zasypane, a budynki zdemolowane. Jako pozostałość po kopalni została betonowa wieża szybowa.
W 2010 r. na terenie kopalni otwarto strefę przemysłową František, mającą 14 hektarów i dającą zatrudnienie 300 osobom w 25 przedsiębiorstwach.